# Marijana Nikolova
Pour les articles homonymes, voir Nikolov.
Marijana Nikołowa, née le 16 septembre 1975 à Botevgrad (Bulgarie), est une femme politique bulgare, nommée vice-Première ministre de la Bulgarie du gouvernement Borissov III de novembre 2018 à mai 2021.

## Biographie

### Éducation
Après des études secondaires au lycée de Pravetz, Marijana Nikołowa obtient une maîtrise en droit de la Nouvelle Université Bulgare puis une maîtrise en administration publique et droit de l'Union européenne à l'Université Saint-Clément-d'Ohrid de Sofia. Elle obtient ensuite une troisième maîtrise en administration des affaires à l'Université de Veliko Tarnovo.

### Carrière
Après ses études, elle devient avocate au barreau de Sofia.
Le 21 novembre 2018, elle est nommée Vice-Première ministre de Bulgarie chargée de la politique économique et démographique du gouvernement Borissov III. En juillet 2020, elle reçoit également le portefeuille du Tourisme.